# Loud and Dangerous: Live from Hollywood
Loud and Dangerous: Live from Hollywood è un live album degli L.A. Guns, uscito il 29 agosto 2006 per l'etichetta discografica Shrapnel Records.

## Tracce
1. No Mercy (Alexander, Black, Cripps, Gunns, Lewis, Riley) 4:41
2. Sex Action (Black, Gunns, Lewis, Riley) 4:20
3. Never Enough (Cripps, Guns, Lewis, Nickels, Riley) 4:51
4. Over the Edge (Cripps, Guns, Lewis, Nickels, Riley) 5:57
5. Rock N' Roll Outlaw (Anderson, Cocks, Leach, Royal) 3:12 (Rose Tattoo Cover)
6. Nothing Better to Do (Cripps, Guns, Lewis, Nickels) 4:08
7. Hellraisers Ball (Guns, Hamilton, Lewis, Riley) 3:59
8. One More Reason (Black, Guns, Lewis, Riley) 3:59
9. Electric Gypsy (Guns, Lewis, Riley) 5:16
10. Ballad of Jayne (Cripps, Guns, Lewis, Nickels, Riley) 5:19
11. Rip and Tear (Cripps, Guns, Lewis, Nickels, Riley) 4:57
12. Don't Look at Me That Way (Guns, Hamilton, Lewis, Riley) 7:34

### DVD
1. Hollywood's Burning
2. It Don't Mean Nothing

## Formazione
- Phil Lewis - voce
- Stacey Blades - chitarra
- Adam Hamilton - basso
- Steve Riley - batteria